# Nini Rosso
Raffaele Celeste "Nini" Rosso (San Michele Mondovì, 19 de septiembre de 1926-Roma, 5 de octubre de 1994) fue un compositor y trompetista italiano de jazz.

## Biografía
Rosso inició su carrera artística a los 19 años, cuando consiguió un trabajo en un club nocturno. Posteriormente formó parte de diversas orquestas, hasta que en 1961 decidió lanzar su carrera en solitario. Tras firmar un contrato discográfico con la compañía italiana Titanus, publicó su primer disco, La ballata della tromba, pieza dedicada a Chet Baker, de la que vendió un millón de discos, alcanzando las primeras posiciones de las listas de ventas en su país. En 1963 participó en la banda sonora de la película L'amore difficile, compuesta por Piero Umiliani. 
En 1964 obtiene su mayor éxito comercial con el tema "Il Silenzio", una versión melódica de la popular pieza militar estadounidense "taps". La canción consiste en una adaptación de dicha pieza interpretada con la trompeta, junto con una parte recitada que simula una carta de amor de un soldado a su novia. El sencillo obtuvo ventas superiores a las diez millones de copias, convirtiéndose en un éxito no solo en Italia, sino también en buena parte de Europa y Japón.
A lo largo de su carrera publicó una veintena de álbumes. Falleció como consecuencia de un cáncer de pulmón en Roma el 5 de octubre de 1994.

## Discografía
- 1963 - Ballata della tromba (Titanus)
- 1965 - Nini Rosso e la sua tromba (Sprint)
- 1966 - Romantico (Sprint)
- 1966 - Nini Rosso in America (Sprint)
- 1966 - Buon Natale da Nini Rosso (Sprint)
- 1967 - Nini Rosso in Germania (Sprint)
- 1973 - Non dimenticar (Sprint)
- 1973 - Nini Rosso (Cetra)
- 1974 - America Latina (Sprint)
- 1975 - Nini Rosso suona Francis Lai (Sprint)
- 1975 - Acquario (Sprint)
- 1976 - Live concert at Osaka (Sprint)
- 1977 - Ciak (Sprint)
- 1979 - Il sound classico di Nini Rosso (Start)
- 1979 - Marcia o muori (Sprint)
- 1980 - Sogno d'amore  (Start)
- 1982 - Nini Rosso plays Nini Rosso (Sprint)
- 1983 - Romanze (Start)
- 1984 - Magic Motions (Sprint)